# Ferruzzano
Ferruzzano és un comune (municipi) de la Ciutat metropolitana de Reggio de Calàbria, a la regió italiana de Calàbria, situat a uns 110 km al sud-oest de Catanzaro i a uns 40 km a l'est de Reggio de Calàbria. A 1 de gener de 2019 la seva població era de 789 habitants.
Ferruzzano limita amb els municipis següents: Bianco, Bruzzano Zeffirio, Caraffa del Bianco i Sant'Agata del Bianco.